# Bravo (azienda)
Bravo è un'azienda multinazionale italiana, del settore metalmeccanico, che produce macchine per gelato, pasticceria, cioccolato e ristorazione.

## Storia
Fu fondata nel 1967 a Montecchio Maggiore come azienda metalmeccanica che produceva macchine per la gelateria da Genesio Bravo. Inizialmente la produzione era concentrata su sistemi multi-macchine, pastorizzatori e mantecatori, fino al 1974 quando Genesio Bravo ideò e realizzò la prima macchina multifunzionale per la produzione di gelato artigianale, denominata "Trittico".
Nel corso degli anni l'azienda è cresciuta in termini di fatturato, riposizionandosi sul mercato, aumentando le macchine e i modelli prodotti, ampliando la rete vendita ed inaugurando progressivamente diverse filiali nel mondo: nel 1982 apre la filiale francese, nel 2010 quella asiatica, nel 2011 quella nordamericana, nel 2015 quella tedesca e nel 2017 quella negli UAE .